# 82
Het jaar 82 is het 82e jaar in de 1e eeuw volgens de christelijke jaartelling.

## Gebeurtenissen

### Italië
- Keizer Domitianus treedt in het huwelijk met Domitia Longina, de Senaat schenkt haar de eretitel Augusta ("verhevene").

### Brittannië
- Gnaeus Julius Agricola trekt door het gebied van Fife (Schotland) en onderwerpt de Keltische stam de Venicone.
- De Picten (30.000 man) onder leiding van Calgacus verenigen zich en komen in opstand tegen de Romeinen.